# Nogales de Pisuerga
Nogales de Pisuerga es una localidad de la provincia de Palencia (Castilla y León, España) que pertenece al municipio de Alar del Rey.

## Geografía
La villa de Nogales dista 2,5 km de Alar del Rey, cabecera del municipio al que pertenece, y se sitúa a 860 m s. n. m.

## Historia
En la Edad Media (siglo XIV) sabemos que Nogales estaba integrado en la Merindad de Aguilar de Campoo, y que según consta en el libro becerro de 1351-52, figuraba como lugar de Behetría (dos partes) y solariego (una parte). Las de solariego se repartían entre los señoríos de los monasterios de San Andrés de Arroyo y de Santa Eufemia de Cozuelos. Los de behetría tenían como señores naturales al señor de Vizcaya, Pero Ruiz Calderón, Gonzalo Ruiz, Juan González de Nogales y sus hijos, Pero García y Gómez Gutierres de Grijalva.
Posteriormente esta Villa formó parte del Partido de Villadiego, en la categoría de pueblos solos, uno de los catorce que formaban la Intendencia de Burgos, durante el periodo comprendido entre 1785 y 1833, en el Censo de Floridablanca de 1787, jurisdicción de señorío siendo su titular el Duque de Frías, alcalde ordinario.
A la caída del Antiguo Régimen la localidad se constituye en municipio constitucional que en el censo de 1842 contaba con 23 hogares y 120 vecinos, para posteriormente. Posteriormente crece el término del municipio porque incorpora a Alar del Rey que era un anejo de San Quirce de Riopisuerga de la provincia de Burgos. El municipio desaparece porque cambia de nombre, pasando a denominarse Alar del Rey, contaba entonces con 158 hogares y 954 vecinos.
El ferrocarril Santander-Valladolid pasa por su término y mantuvo un apeadero, cerca de la presa, al otro lado del río, que se encuentra totalmente en ruinas.

## Patrimonio
- Iglesia de San Juan Bautista. La iglesia católica de San Juan Bautista de estilo románico[8] se asienta en un alto, dominando el caserío[9] Existe un grupo de Calvario completo datable a fines del siglo XIII o inicios del XIV, recientemente restaurado[10] al igual que el retablo, "una característica pieza barroca" de inicios del siglo XVIII que preside la nave románica del templo.[11]

## Geografía humana

### Demografía
| Gráfica de evolución demográfica de Nogales de Pisuerga entre 1842 y 1860 |
| |
| Población de derecho según los censos de población del INE Población de hecho según los censos de población del INEEntre el censo de 1857 y el anterior, crece el término del municipio porque incorpora a 34005 (Alar del Rey) que era un anejo de San Quirce de Río Pisuerga de la provincia de Burgos Entre el censo de 1877 y el anterior, este municipio desaparece porque se integra en el municipio 34005 (Alar del Rey) |

Evolución de la población en el siglo XXI
| Gráfica de evolución demográfica de Nogales de Pisuerga entre 2000 y 2020 |
|                                                                           |
| Población de derecho (2000-2020) según el padrón municipal del INE        |

### Economía

#### Industria
En esta localidad se encuentra fábrica de harina "Harinera del Pisuerga".